# Amsterdam Film Cie
De Amsterdam Film Cie (voluit: N.V. Amsterdam Film Compagnie) was een van de eerste vooroorlogse filmmaatschappijen van Nederland. Deze werd opgericht in oktober 1914 door Johan Gildermeijer en Theo Frenkel sr. In de periode van het bestaan van het bedrijf tussen 1914 en 1922 werden er ongeveer 50 producties gemaakt, bestaand uit speelfilms, documentaires en korte films. Gildermeijer hield zich bezig met het schrijven van scripts en het produceren. Frenkel nam merendeels de regie op zich van de meeste films die werden bekostigd door de maatschappij. In 1922 nam Frenkel afscheid, na een verschil van inzicht met de commissarissen van de N.V., en richtte hij zijn eigen productie maatschappij op onder de naam Theo Frenkel Film Cie.

## Films (selectie)
- Alexandra (film) (1922)
- Menschenwee (1921)
- Geef ons Kracht (1920)
- Helleveeg
- Aan boord van de Sabine (1920)
- Pro Domo (1918)
- Het proces Begeer (1918)
- Levensschaduwen (1916)
- Genie Tegen Geweld (1916)
- Het Wrak van de Noordzee (1915)